# مک‌گرگور، قلمرو پایتختی استرالیا
مک‌گرگور (به انگلیسی: Macgregor) یک حومه شهر در استرالیا است که در قلمرو پایتختی استرالیا واقع شده‌است.